# Clown in the Dumps
Clown in the Dumps, llamado El payaso deprimido en Hispanoamérica y Payaso triste en España, es el estreno de temporada perteneciente a la vigesimosexta temporada de la serie animada Los Simpson, emitido originalmente el 28 de septiembre de 2014 en EE. UU. El episodio fue escrito por Joel H. Cohen y dirigido por Steven Dean Moore. En este episodio, Krusty el payaso pasa por una fase de depresión por causa de la muerte de su padre el Rabino Krustofski.
Este episodio fue dedicado en memoria de Louis Castellaneta, el padre del actor de voz de Los Simpson Dan Castellaneta. El episodio recibió críticas mixtas a negativas por parte de fanáticos y críticos, quienes al calificaron al episodio como ofensivo, manipulador y decepcionante sobre todo por la campaña publicitaria que se hizo para su transmisión. Este capítulo fue colocado en 2015 como uno de los peores y más decepcionantes episodios de "los Simpson" durante la Temporada 26.

## Sinopsis
Todo comienza con Bart, Lisa y Milhouse, quienes preparan palomitas como parte de una broma por su sobrepeso. Con una broma fallida, Homer disfruta junto a su familia y Milhouse, un programa especial de televisión donde Krusty el payaso aparece en un brindis cómico (parodia del programa "Roast"), lo que le ofende.
Él busca el consejo de su padre, Rabino Krustofski, de si él es divertido, pero el rabino no está de acuerdo con él, y de pronto muere siendo sus últimas palabras "¿eh?". Creyendo que nadie más lo encuentra divertido, Krusty deja su espectáculo.
Bart intenta reinspirirar a Krusty mostrándole viejos episodios de la serie, pero se recoge en la naturaleza repetitiva de sus propios chistes, y las bebidas de borrachera en la ira. Él se desmaya y tiene una visión de sí mismo en el Cielo judío, donde conoce a Rodney Dangerfield. El Rabino Krustofski entonces aparece y le dice a Krusty que los judíos no creen en el Cielo, y así el debería hacer más para ayudar a los demás. En respuesta lo hace y funda un refugio para animales, pero aun así el acto de bondad no parece hacerle más feliz, pero Bart lleva a Krusty a la sinagoga, donde el rabino favorito de Rabí Krustofski recita chistes de Krusty en la religión. Por lo tanto, Krusty deduce que su padre hizo que encuentre lo divertido, aunque por un instante Bart casi arruina el dicho mencionando que a su padre le gustaba más la versión del rabino que presenciaron que la suya, en respuesta solo refunfuña haciendo que Bart recapacite y lo vuelve a ver en el cielo judío, donde Jesús convierte el agua de Dangerfield en un Bloody Mary mientras Krusty y su padre gozan de un momento tranquilo en el Mar Muerto.
En una subtrama Lisa se activa por la muerte del padre de Krusty y se obsesiona con la protección de su propio padre, Homer, para que no se lastime, aunque en varias ocasiones le menciona que es inevitable que él se lastime. Esto la inspira más y entonces ella lo envuelve en plástico de burbujas, que termina salvando su vida cuando el conductor del autobús escolar, Otto atraviesa el jardín. Sin embargo al final se ve que todo estaba planeado para así demostrarle a Lisa que había tenido éxito protegiendo a su progenitor

## Producción

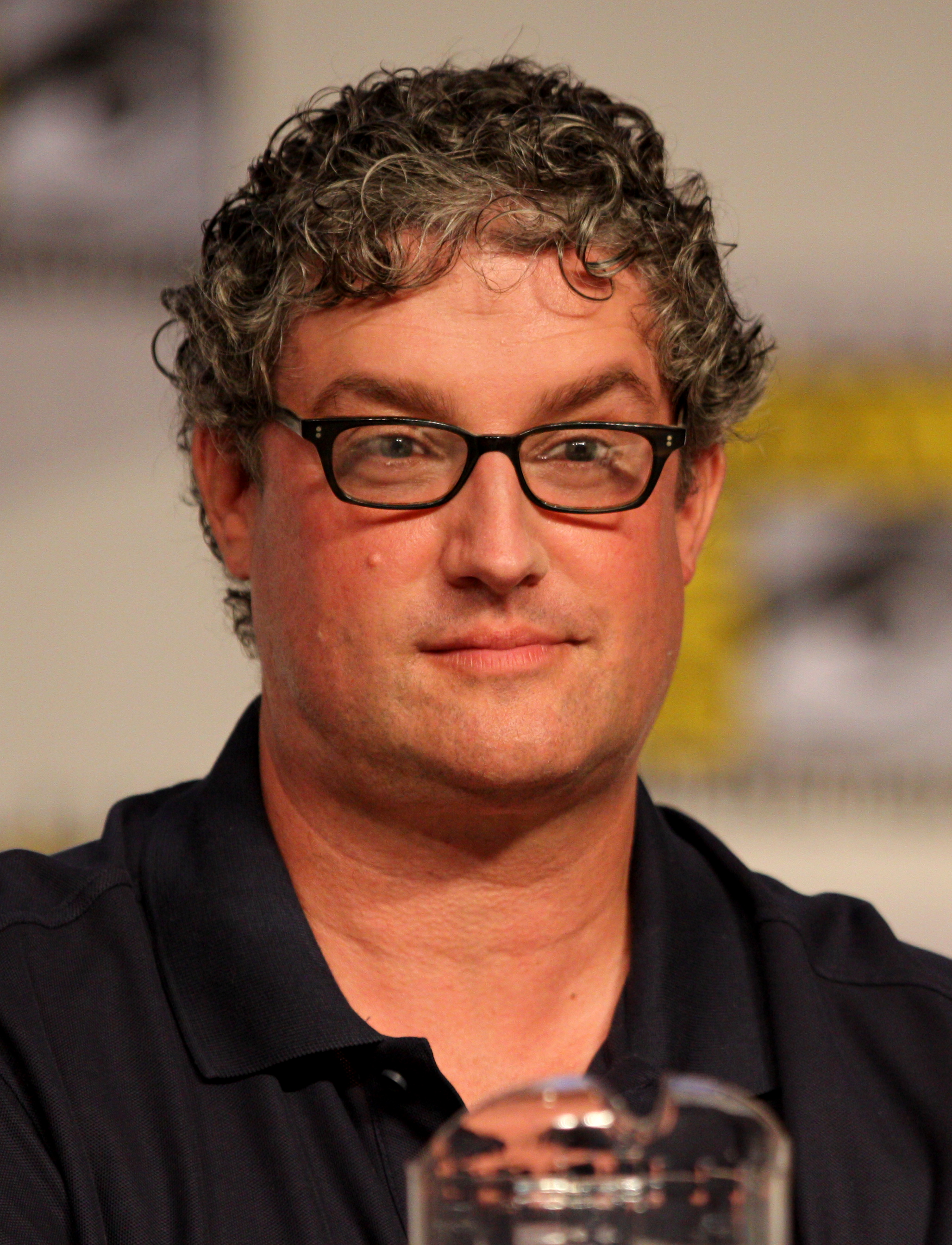
El productor de Los Simpson Al Jean fue noticia cuando reveló que un personaje moriría en este episodio

En octubre de 2013, en una conferencia para promover la temporada 25 de la serie, el productor Al Jean confirmó que un personaje importante moriría en este episodio. El personaje habría aparecido más de dos veces en el show y será la voz de un Emmy Award - El actor ganador de voz que ganó un Emmy por el papel como el personaje. Más tarde ese mes, tras la muerte de Marcia Wallace, se confirmó que no iba a ser su personaje, Edna Krabappel. El actor de voz Hank Azaria, cuyas funciones incluyen Apu Nahasapeemapetilon y Moe Szyslak, confirmó que no va a ser uno de sus personajes. Luego se confirmó que no sería Homer, aunque hay una escena que cuenta con Lisa preocupándose por la salud de Homer mientras lucha con una máscara CPAP.
En julio de 2014, cuando Jean anunció el título del episodio en la Television Critics Association en la gira de verano, varios medios de prensa sospechaban que Krusty el payaso se mataría. Jean hablo más tarde de su sorpresa por esta teoría, diciendo: "Yo estaba como, ¿Qué?" En las ruinas, no significa que estés muerto. Significa que estás triste. "Pensé que era tan obvio. Estaría nueces para matar a Krusty. Todo el mundo ama a ese personaje". Luego dijo lo siguiente sobre el episodio: "Resultó más grande de lo que pensábamos que iba a ser. No va a ser este baño de sangre en el que todos son asesinados."
Jean confirmó que la posibilidad estaba abierta para Jackie Mason para repetir su papel como el rabino Krustofsky en sueños o recuerdos, y que Krusty se convertiría en un personaje más generoso, siendo consciente de que su padre admiraba su trabajo.
El gag sofá del episodio fue el trabajo de animación surrealista nominado al Premio de la Academia para Don Hertzfeldt, que fue recomendado a la feria por Mike B. Anderson. Representa a Homer usando un mando a distancia viajando en el tiempo para regresar a su modelo original de 1989, y luego ir por accidente en una encarnación futura distante del show llamado "The Sampsans" donde él y su familia se han convertido en grotescos, mutantes y descerebrados. Jean lo consideró "más loco de lo que pensábamos" y "el más loco que he hecho nunca".

## Recepción

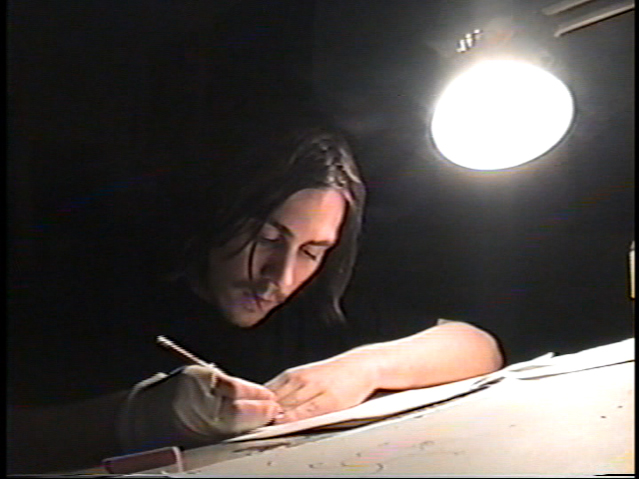
El gag sofá hecho por Don Hertzfeldt, fue elogiado como "asombroso" por un escritor de la CNN

El productor ejecutivo Al Jean respondió que el episodio había sido exagerado, gracias a una cita atribuida a él que nunca mencionó: él dijo que él fue citado diciendo que un personaje "emblemático" iba a morir, cuando en realidad, él dijo que una "querido personaje" moriría. Carey Bodenheimer de CNN escribió que "En lugar de dejar caer el micrófono y dormirse en los laureles colectivos, [Los Simpson] inició la temporada 26 de forma asombrosa, Don Hertzfeldt dirigió la secuencia de introducción y luego pasó a probar que, en un mundo donde se muestra la llama después de sólo unos cuantos episodios, "Los Simpsons", que se estrenó en 1989 todavía tiene un montón de chistes que quedan en su arsenal cómico". Time escribió: Si "Clown in the Dumps" no es un clásico en el nivel de la temporada de tres "Like Father, Like Clown", todavía era un montaje, dulce conclusión a la historia de Hyman y Herschel".

### Crítica
The A.V. Club le dio al episodio una C, comentando: 

"Fresco de un verano de Simpsonsmania, gracias a la maratón FXX fenomenalmente exitosa de todos los episodios, Los Simpson regresa para su temporada 26 con un anodino, estreno anti-clímax cuyo cameos mullido y grandes anunciós de la muerte de un personaje importante, es poco más que una confirmación de que sus mejores días están desapareciendo, de hecho, han ido."

IGN calificó al episodio con 5.8 de 10, diciendo: 

"Entre una muerte decepcionante y un conflicto redundante, Los Simpsons no comenzó la Temporada 26 con el pie derecho".

TV Fanatic dio al episodio 4 de 5 estrellas, escribiendo: 

"Simpsons Temporada 26 comienza con una explosión, con un montón de risas e incluso algunos momentos sentimentales".

DenofGeek le dio al episodio 4 estrellas de 5, al comentar: 

"Clown in the Dumps" no puede ser considerado un episodio clásico ahora, pero después de unos años, cuando lo veamos de nuevo en la sindicación, probablemente el próximo año en FXX, crecerá en estatura. Se trata de un episodio de corazón que no provoca risas. La tristeza del episodio para mí era la voz de Jackie Mason, que suena muy cansado."

PasteMagazine le dio al episodio una calificación de 7.1 de 10, concluyendo: 

"En estos días, Los Simpson puede ser impredecible, y no había nada para garantizar el éxito de "Clown in the Dumps". Sin embargo, incluso si la muerte de un personaje fue superficial, y el rabino Krustofski ha hecho sólo un puñado de apariciones en más de 550 episodios, todavía era una media hora divertida, sólido de la televisión. Nada especial-realmente, era sólo otro episodio de Krusty, y no es el mejor episodio de Krusty. Sin embargo, la temporada 26 de la Simpson ha comenzado en algo de una nota alta. Los buenos tiempos siguen rodando por la creación inmortal de Matt Groening."

### Audiencia
El episodio recibió un índice de audiencia de 3.9 y fue visto por un total de 8.530.000 personas. Esto hizo que fuese el espectáculo más visto de la Fox esa noche superando a Family Guy.